# Amnistie
Amnistia (din greacă ἀμνηστία amnestia, "uitare, trecere cu vederea") este definită ca: "Actul unui guvern de înlăturare a răspunderii penale a unui grup sau a unei categorii de persoane, de obicei, pentru o anumită infracțiune; amnistia se poate acorda inclusiv persoanelor care se afla în cursul unui proces, dar care nu au fost încă condamnate." 
În România conform articolului 73 alin (3) lit (i) din Constitutie amnistia poate fi acorda numai prin lege organică adoptată de Parlament.
Amnistia este reglementată de articolul 152 din Codul Penal.